# Richard Dougherty
Richard Leo Dougherty (* 5. August 1932 in International Falls, Minnesota; †  23. November 2016) war ein US-amerikanischer Eishockeyspieler.

## Karriere
Richard Dougherty besuchte die University of Minnesota. Anschließend nahm er für die US-amerikanische Eishockeynationalmannschaft an den Weltmeisterschaften 1955 und 1957 sowie an den Olympischen Winterspielen 1956 in Cortina d’Ampezzo teil. Bei den Winterspielen 1956 gewann er mit seiner Mannschaft die Silbermedaille. Im Jahr 2003 wurde er in die United States Hockey Hall of Fame aufgenommen.

## Erfolge und Auszeichnungen
- 1956 Silbermedaille bei den Olympischen Winterspielen
- 2003 Aufnahme in die United States Hockey Hall of Fame